# Menora Mivtachim Arena

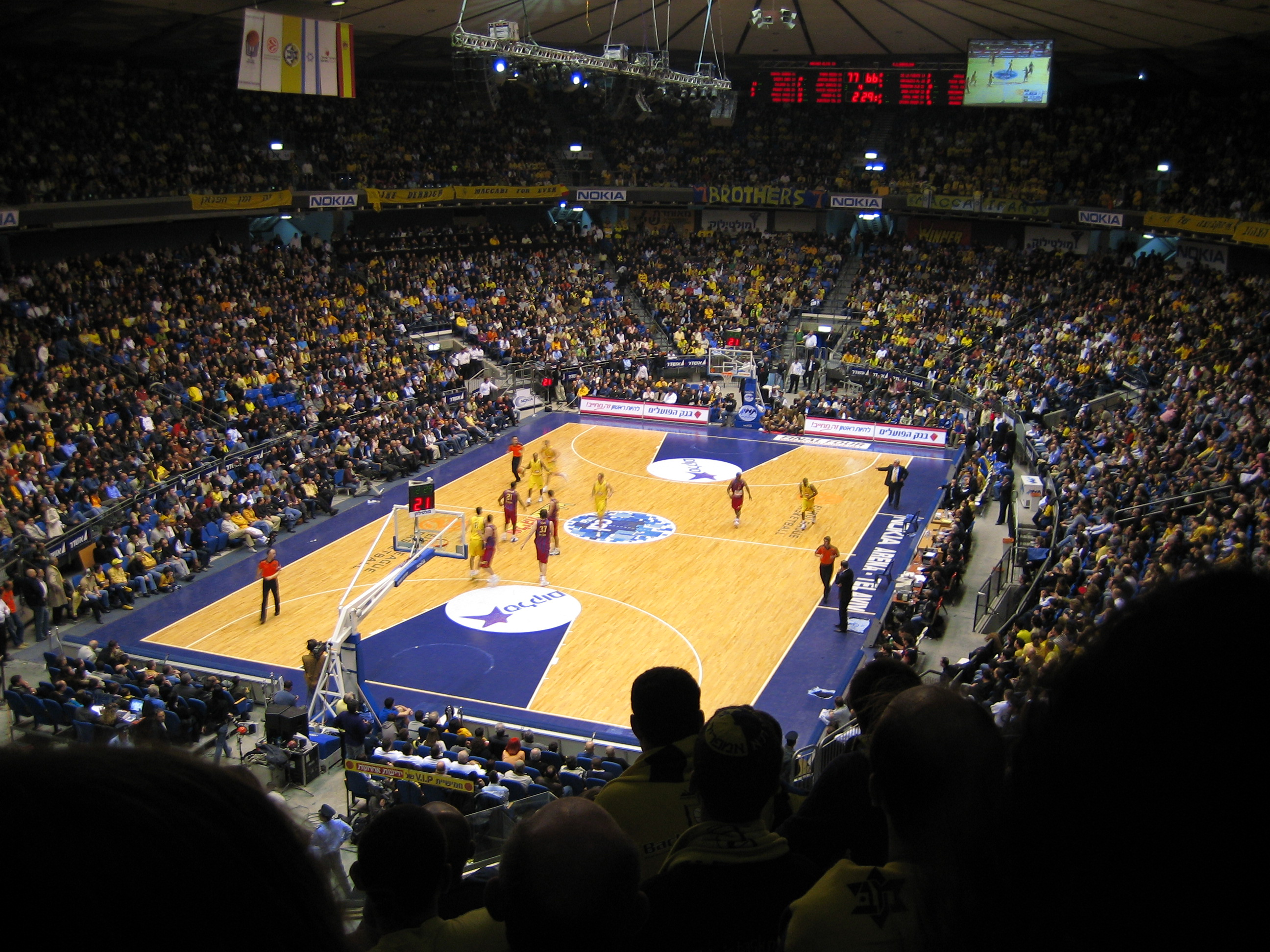
Partit entre el Maccabi Tel Aviv i el Winterthur FC Barcelona en el Menora Mivtachim Arena.

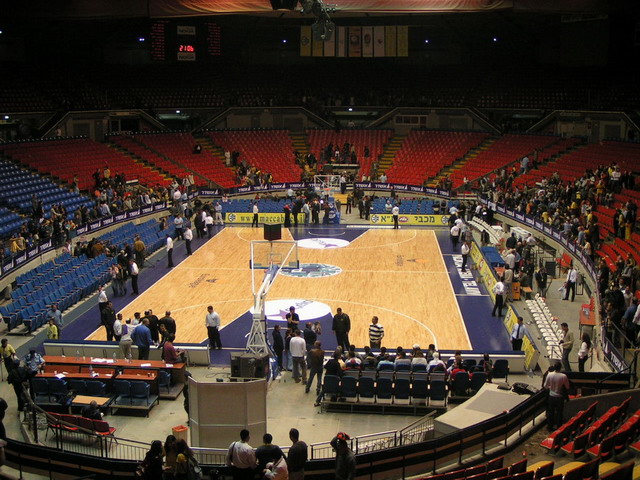
Menora Mivtachim Arena

El Menora Mivtachim Arena, anteriorment anomenat Nokia Arena, és un pavelló esportiu cobert per a la pràctica d'esports i espectacles d'entreteniment situat en la ciutat de Tel-Aviv, a Israel. Sovint l'anomenen de manera informal Yad Eliyahu, en català la mà d'Elies. L'estadi és un dels més mítics pavellons del bàsquet europeu, per haver estat la fortalesa inexpugnable del Maccabi Tel Aviv BC. El pavelló és la seu de l'equip de bàsquet del club esportiu Maccabi Tel-Aviv, i del 2005 al 2015 va ser també la seu del seu rival, el Hapoel Tel Aviv.
És el pavelló esportiu cobert més gran d'Israel, i té una capacitat de 11.000 persones, per això acull la Final Four israeliana (les semifinals i la final de la copa israeliana de bàsquet), així com la majoria de partits de l'equip nacional de bàsquet israelià.